# Galeria Gankowa

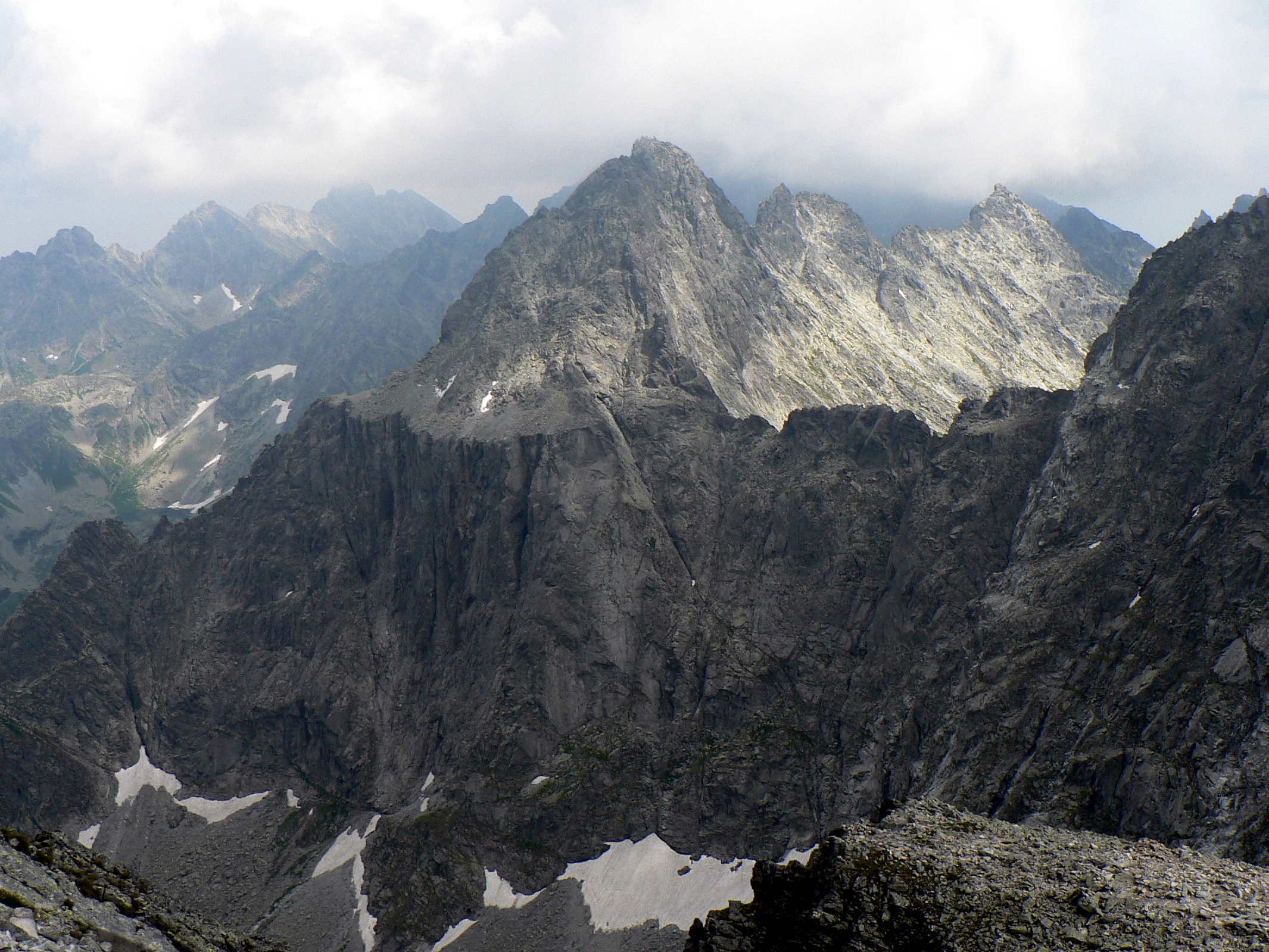
Galeria Gankowa widziana z Rysów

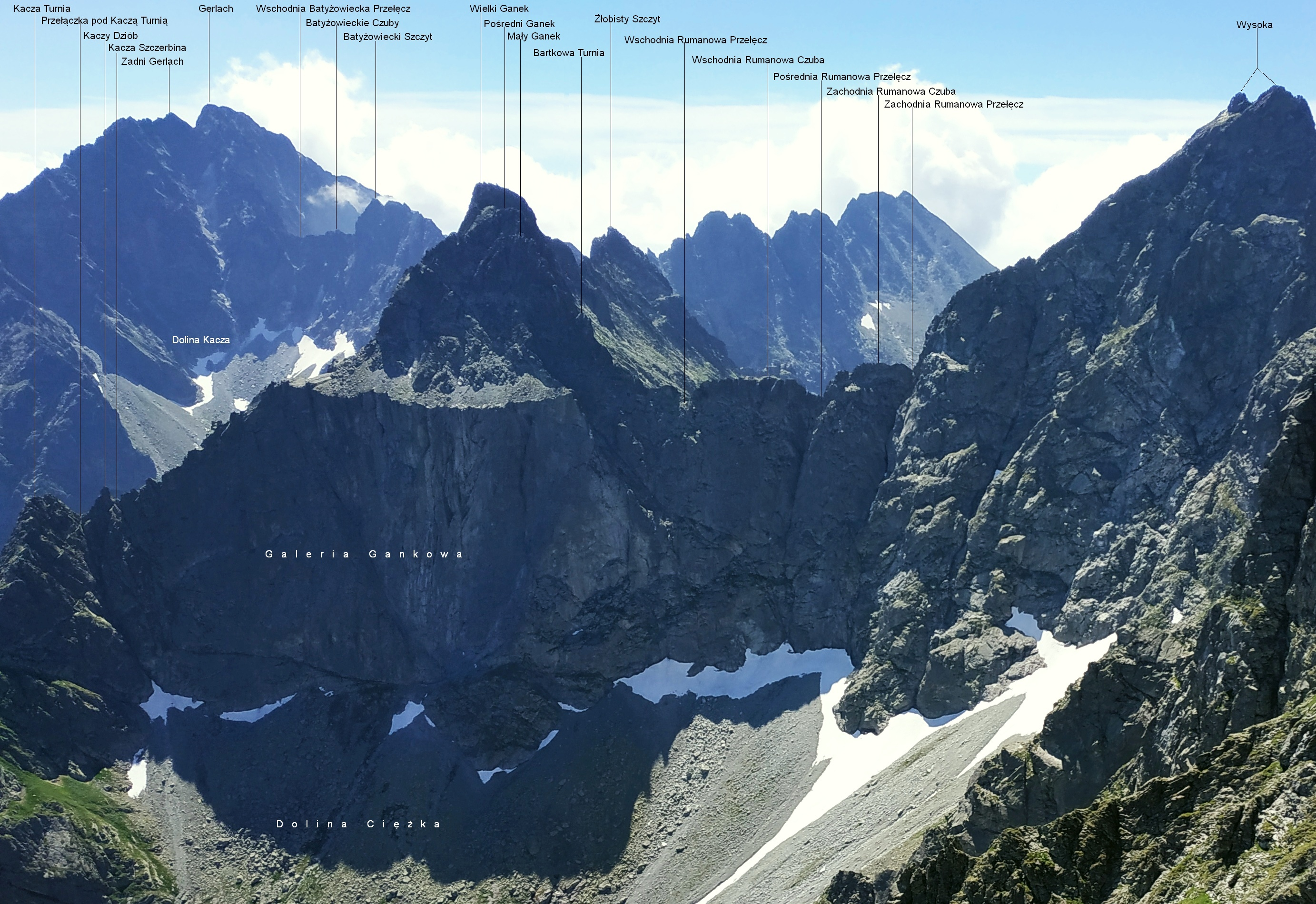
Galeria Gankowa z Niżnych Rysów

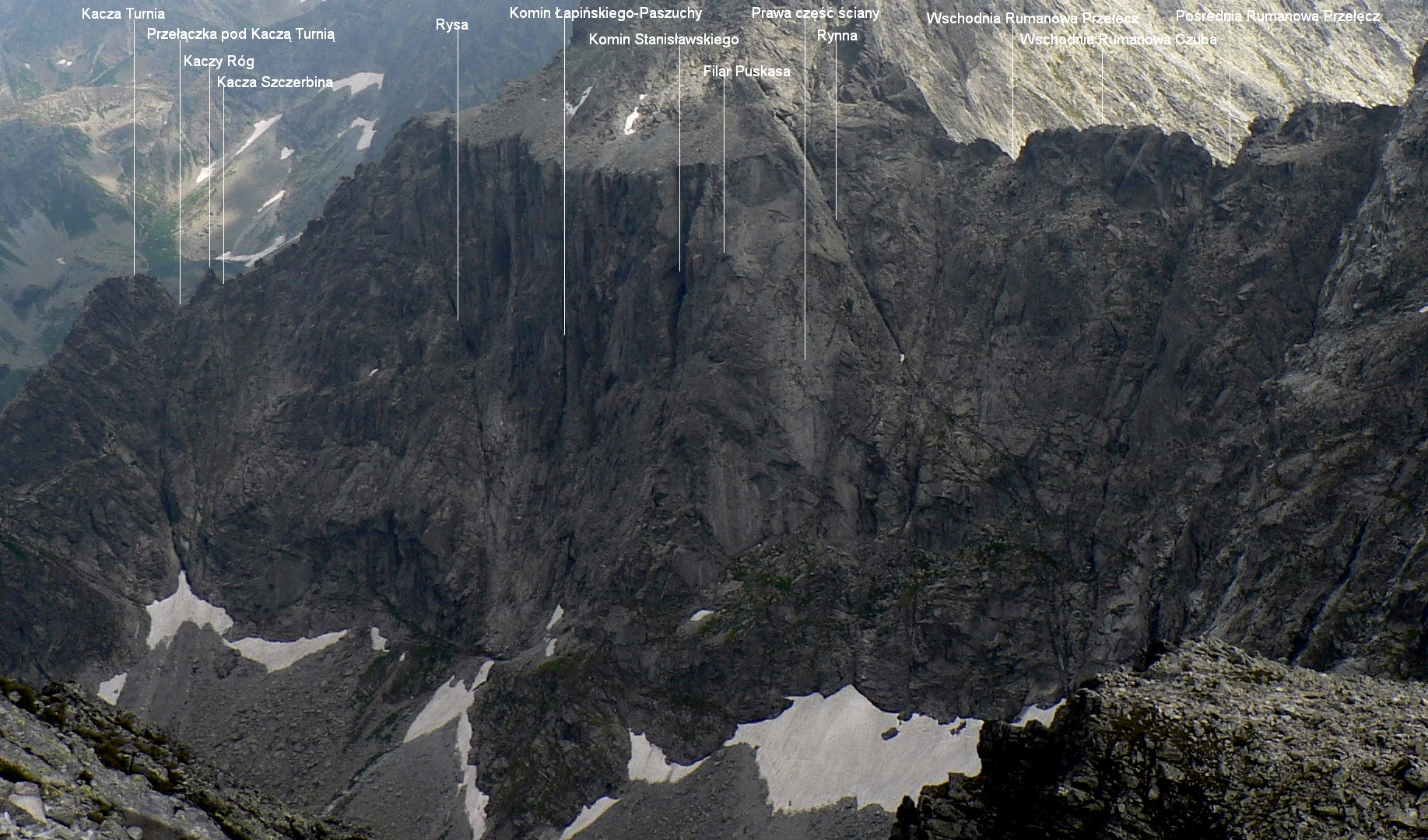
Topografia ściany Galerii Gankowej

Galeria Gankowa (słow. Gáleria Ganku, niem. Galerie, węg. Karzat) – lekko pochylona galeria pochodzenia tektonicznego na północno-zachodniej ścianie Małego Ganku, jednego z trzech wierzchołków szczytu Ganek, leżącego w głównej grani Tatr Wysokich. Galeria Gankowa położona jest ok. 180 m poniżej wierzchołka. Opada z niej wysoka ściana w kierunku górnego piętra Doliny Ciężkiej (Ťažká dolina, odgałęzienie Doliny Białej Wody).

## Opis galerii
Nazwa pochodzi od ogromnego tarasu przypominającego ganek. We wspinaczce i tatrologii taką formację skalną nazywa się galerią. Początkowo taras ten nazywano Gankiem, ale już w 1867 przeniesiono tę nazwę na szczyt, zaś dla tarasu utrzymała się nazwa Galerii Gankowej. Później nazwą Galeria Gankowa objęto także jej ścianę opadającą do Doliny Ciężkiej. Z doliny tej prowadzi najłatwiejsze dojście do Galerii Gankowej (a dokładniej znad Zmarzłego Stawu).
Galeria Gankowa pod względem budowy to ewenement w skali całych Tatr. Jej północna krawędź jest ostra jak ucięta nożem, taras początkowo jest mało stromy, potem ku górze robi się coraz bardziej stromy i płynnie przechodzi w ścianę Małego Ganku. Przy krawędzi taras tworzą gołe i lite płyty, pod ścianą Małego Ganku znajdują się duże głazy i drobny piarg. Średnia szerokość galerii wynosi 20 m, jej ściana ma wysokość około 300 m. Górą galeria ma szerokość około 250 m, u podstawy 300 m.
W ścianie galerii wyróżnia się trzy wyraźnie różniące się części:
- część prawa (zachodnia) o ekspozycji zachodniej, z prawej strony ograniczona rynną, z lewej Filarem Puškaša. Tworzą ją głównie wielkie płyty, dołem prawie pionowe i gładkie, górą średnio strome z kępkami traw. Powyżej górnych płyt jest 20-metrowej wysokości, pionowa ścianka będąca przedłużeniem Filara Puškaša[1].
- część środkowa o ekspozycji północno-zachodniej. Opada z całej długości tarasu, stanowi główną część ściany i znajdują się na niej najtrudniejsze drogi wspinaczkowe. Przecinająca ją skośnie wielka rysa dzieli ścianę na dwie części. Inne wybitniejsze formacje skalne tej ściany to: Komin Stanisławskiego i Komin Łapińskiego-Paszuchy. Wszystkie drogi na tej ścianie zaczynają się około 30 m powyżej podstawy ściany w piarżystym i łatwo od dołu osiągalnym kociołku[1].
- część lewa (wschodnia) opadająca ze wschodniego skraju galerii i wschodniej jej grani. Jej lewe ograniczenie tworzy ciąg żlebków opadających spod Kaczej Szczerbiny. Ta część ściany jest mniej stroma od środkowej i w połowie wysokości przecięta jest niemal poziomym pęknięciem, które miejscami jest płytowym zachodem z wieloma lustrami tektonicznymi, miejscami szparą o szerokości około 10 cm[1].

## Taternictwo
Ściana Galerii Gankowej odegrała ważną rolę w rozwoju taternictwa. Pierwsze odnotowane wejście turystyczne: Ludwik Chałubiński, Bartłomiej Obrochta, Wojciech Roj pod koniec lat siedemdziesiątych XIX wieku. Weszli oni na Galerię Gankową przy nieudanej próbie wejścia na Ganek. Być może już wcześniej na Galerię Gankową dotarł za kozicami Stach Sieczka, ojciec Macieja Sieczki.
Obecnie przez północno-zachodnie ściany Galerii poprowadzono wiele dróg taternickich o najwyższych skalach trudności, znacznie trudniejszych od drogi pierwszych zdobywców.
Pierwszego wejścia taternickiego, ścianą od północnego zachodu, dokonali Ignacy Król, Władysław Kulczyński (junior) i Józef Lesiecki 27 lipca 1911 r., zimą – Włodzimierz Gosławski, Kazimierz Paszucha 13 kwietnia 1939 r. Wcześniej zimą prostszą drogą od Doliny Kaczej na Galerię Gankową dotarli Wincenty Birkenmajer i Stanisław Groński 16 kwietnia 1933 r. Następnego dnia Birkenmajer zmarł podczas wycofywania się po nieudanej próbie przejścia filara Ganku.
Do 2011 r. na Galerii Gankowej nie było stanowisk zjazdowych po wspinaczce. Najbardziej popularne zejście prowadzi przez Pustą Ławkę omijające Kaczą Turnię po zachodniej stronie (I, w dwóch miejscach II, 45 min). Jest oznakowane kopczykami kamieni. W dwóch miejscach galerii są natomiast stanowiska dla kończącego ostatni wyciąg. Są na nich 2 ringi, spit i 2-metrowy maszt z puszką zawierającą księgę wejść. Jedno z tych stanowisk jest blisko zachodniego skraju galerii, drugie w jej środkowej części na tzw. Ścianie Birkenmajera.